# Saint-Blancard
Saint-Blancard är en kommun i departementet Gers i regionen Occitanien i sydvästra Frankrike. Kommunen ligger i kantonen Masseube som tillhör arrondissementet Mirande. År 2022 hade Saint-Blancard 281 invånare.

## Befolkningsutveckling
Antalet invånare i kommunen Saint-Blancard
Referens:INSEE